# 黄蕴元
黄蕴元（1916年—1994年），男，江苏苏州人，中国无机非金属材料专家，曾任同济大学教授、博士生导师。